# Arran Distillery

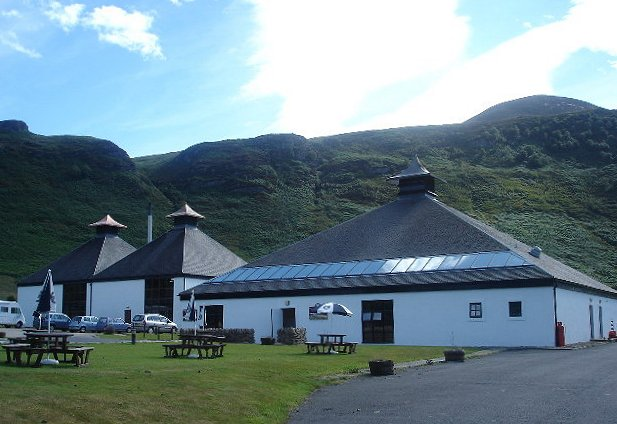
Arran Distillery

Isle of Arran Distillers i Lochranza på ön Arrans nordkust är ett av Skottlands nyaste destillerier grundat 1995 av Harold Currie, tidigare direktör hos Chivas Regal. Finansieringen ordnades med hjälp av att allmänheten fick köpa andelar som senare löstes ut i form av whisky. 
Anläggningen är byggd enligt de gamla skotska principerna och tillverkningen sker bara sommartid. Man producerar single malt under varumärkena Arran Single Malt, och Robert Burns samt blended whisky under varumärket Glenn Rosa. Whiskyn används även i annan blended whisky, som Loch Ranza och  Holy Isle Cream Liquor.
Verksamheten går bra, destilleriområdet har blivit för litet och man tvingas lagra fat hos konkurrenten Springbank i Campbeltown.